# Herbert Hagen

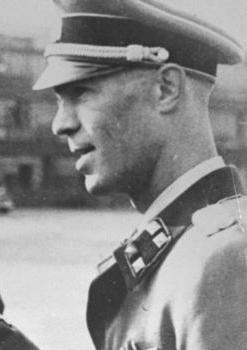
Herbert Hagen (Paris, 1943)

Herbert Martin Hagen (* 20. September 1913 in Neumünster; † 7. August 1999 in Rüthen) war ein deutscher SS-Sturmbannführer und 1937 als Leiter der Abteilung II/112: Juden im SD-Hauptamt der Vorgesetzte von Adolf Eichmann, und ab 1939 im RSHA-Amt VI (Auslandsnachrichtendienst) tätig. Wegen seiner Beteiligung an der Deportation von Juden aus Frankreich wurde Hagen 1955 in Abwesenheit von einem Pariser Militärgericht zu lebenslangem Arbeitslager verurteilt, aber in Frankreich nie inhaftiert.

## Karrierebeginn in der SS
Hagen war der Sohn eines Zollinspektors. Er besuchte Schulen in Neumünster, Bramstedt, Ellund, Flensburg und schließlich Kiel, wo er 1932 das Abitur ablegte. Nachdem ihm ein Studium aus finanziellen Gründen verwehrt war, begann er eine kaufmännische Ausbildung bei den Kieler Spirituosenwerken Lehment, die er später abbrach.
Hagen trat im Oktober 1933 in Kiel dem SS-Sturm 3/40 bei (SS-Nummer 124.273). Im 1934 bot ihm "vermutlich Carl Oberg" eine Stelle im Aufbau befindlichen Sicherheitsdienst des Reichsführers SS (SD), die er im Mai antrat.
Bald ergab sich die Gelegenheit zur Bewährung. Unter Mitarbeit des SD wurden vom 30. Juni bis zum 2. Juli 1934 im KZ Dachau, in Berlin, München und an weiteren Orten in Deutschland im Rahmen der „Röhm-Affäre“ missliebige Deutsche ermordet. Die SA wurde entmachtet, und die SS entwickelte sich daraufhin zu einem „Staat im Staate“. Das SD-Hauptamt zog im September 1934 von München nach Berlin in das Prinz-Albrecht-Palais. Dort war Hagen ab 1934 in der Zentralabteilung I.3 (Presse und Museum) beschäftigt. Ab dem Sommersemester 1936 studierte Hagen Zeitungswissenschaft an der Deutschen Hochschule für Politik in Berlin. Am 28. Juni 1937 beantragte er die Aufnahme in die NSDAP und wurde rückwirkend zum 1. Mai desselben Jahres aufgenommen (Mitgliedsnummer 4.583.139).

## Leiter der „Abteilung II/112: Juden“
Mit der Reform der von Six geleiteten Abteilung II.1 des SD-Hauptamtes im Frühjahr/Sommer 1937 wurde Hagen Nachfolger von Leopold von Mildenstein als Leiter der Abteilung II/112: Juden und so Vorgesetzter von Theodor Dannecker, Adolf Eichmann und ab November 1937 auch von Franz Abromeit, bevor nach weiteren Stationen das Judenreferat im Reichssicherheitshauptamt platziert wurde, das als Eichmannreferat bekannt wurde. In dieser Funktion wies er am 25. Mai 1939 die thematisch beteiligten SD-Oberabschnitte an, sich „um alle Vorgänge über das Judentum in Polen zu bemühen“. Es komme darauf an, genaue Auskünfte für eine vollständige Erfassung des Judentums in Polen zu erhalten. Hagen schuf damit Unterlagen für die erste zentrale Besprechung im SD-Hauptamt unter Reinhard Heydrichs Leitung vom 5. Juli 1939, der sogenannten „P-Vorbereitung“, an der Werner Best, Heinz Jost, Walter Schellenberg, Helmut Knochen und Heinrich Müller teilnahmen. Wesentlicher Anteil der „P-Vorbereitung“ war die Planung und Schaffung von vier Einsatzgruppen zu je 500 Mann für den Massenmord an polnischen Juden.

## Reise mit Eichmann nach Haifa und Kairo

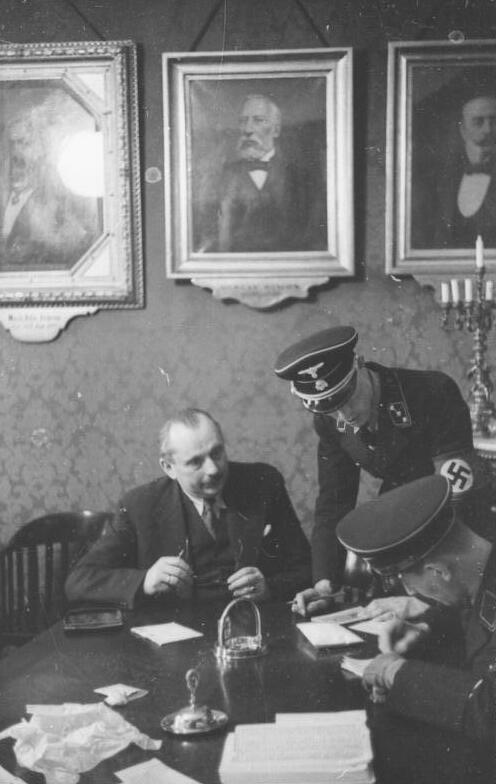
Herbert Hagen (2. von rechts) mit Adolf Eichmann (ganz rechts) anlässlich einer Razzia in der jüdischen Gemeinde Wien bei Josef Löwenherz, März 1938

Durch das Ha’avara-Abkommen hatte sich die erzwungene Auswanderung von Juden aus Deutschland nach Palästina für das Deutsche Reich zum lukrativen Geschäft entwickelt. Im April 1936 begann der Arabische Aufstand und die britische Mandatsverwaltung stellte kaum noch Einreisevisa für Juden aus. Das Weißbuch von 1939 der britischen Regierung legte fest, dass durch die weitere jüdische Einwanderung in den kommenden fünf Jahren die jüdische Bevölkerung nicht mehr als etwa ein Drittel der Gesamtbevölkerung des Landes steigen sollte, sofern die wirtschaftliche Lage dies zuließe. Das bedeutete eine Einwanderung von etwa 75.000 Personen in den Jahren bis 1944. Für jedes der fünf Jahre wurde eine Quote von 10.000 jüdischen Einwanderern festgesetzt und zusätzlich weitere 25.000 Flüchtlinge zugelassen, sobald der Hochkommissar die notwendigen wirtschaftlichen Vorbedingungen für erfüllt hielt. Nach Ablauf der fünf Jahre sollte eine neue jüdische Einwanderung zunächst nicht gestattet werden, sofern die Araber nicht ihre Zustimmung dazu gaben.
Feivel Polkes, ein Vertreter der Hagana, traf Eichmann im Februar 1937 in Berlin, im Weinrestaurant „Traube“ am Zoo, und forderte ihn auf, nach Palästina zu kommen. Reinhard Heydrich, Leiter des SD-Hauptamts, genehmigte am 17. Juni 1937 den Vorschlag von Six, zur Hagana Kontakt aufzunehmen. Ein Redakteur des Berliner Tageblattes, SS-Standartenführer Schwarz, übergab Hagen und Eichmann je 100 britische Pfund, die vorher dem Berliner Tageblatt überwiesen worden waren. Eichmann bekam einen Presseausweis und fuhr als Korrespondent und Hagen als Student. Im Gespräch mit Willem Sassen schilderte Eichmann: „Die Reise ging über Polen, Rumänien nach Constanța. Von dort mit dem rumänischen Dampfer Romania über Piräus nach Haifa. Der Dampfer hatte hier einige Stunden Aufenthalt und ich fuhr, die Gelegenheit benützend mit einer Taxe auf den Berg Karmel. Mir ist so, als ob Dr. Reichert aus Jerusalem nach Haifa kam, uns zu begrüßen, es kann aber auch sein, dass ich mich nach der langen Zeit nicht mehr erinnern kann und mir es so einbilde“.
Am 2. Oktober trafen Eichmann und Hagen mit dem Schiff Romania in Haifa ein, aber die britische Mandatsverwaltung ließ die beiden zunächst, wie auch viele Juden, nicht von Bord. Die britische Mandatsverwaltung hätte das vorgebliche Ziel von Eichmann, „die zionistische Arbeit in Palästina durch Besichtigungen persönlich kennenzulernen“, auch nicht akzeptiert. Sie verabredeten sich mit dem Vertreter des Deutschen Nachrichtenbüros (DNB) von Jerusalem, Dr. Reichert und Polkes in Kairo. Die Treffen zwischen Hagen, Eichmann, Gentz, Reichert und Polkes fanden am 10. und 11. Oktober 1937 im Mena-Hotel bei den Pyramiden von Gizeh und im Kaffeehaus „Groppi“ in Kairo statt. Polkes erklärte: „Der in Berlin sitzende Pan-Islamische Weltkongress e. V. steht in direktem Kontakt mit den beiden sowjetfreundlich eingestellten Araber-Führern Emir Shakib Arslan und Amir Adil Arslan“.

## Organisatorischer Aufbau in Wien und Prag
Nach dem „Anschluss Österreichs“ tauchten Hagen und Eichmann in Wien in der Jüdischen Gemeinde auf. Der SD war zuerst an den Daten der Juden interessiert. Es wurde eine Zweigstelle der Berliner SD-Abteilung in Wien eingerichtet, aus der im Herbst die Zentralstelle für jüdische Auswanderung hervorging.
Im März 1939 wurde nach der „Zerschlagung der Rest-Tschechei“ das Reichsprotektorat Böhmen und Mähren errichtet. In Prag trug Hagen im Juni 1939 vor, dass die Juden einen dominierenden Einfluss auf die tschechische Kultur und Wirtschaft hätten, deshalb sei das Ziel seiner Reise, den nationalen Führungskräften dies als unannehmbare Toleranz zu verdeutlichen. Er machte deutlich, dass die nationalsozialistische Reichsregierung jede Gelegenheit nutzen würde, die tschechischen Politiker zu eliminieren. Er kündigte an, sich mit Juden unterhalten zu wollen, wobei diese sogar grundsätzlich unversehrt blieben, er bestünde aber darauf, seine Zuhörer zu äußerster Vorsicht anzuspornen.
Mit dem Beginn des Zweiten Weltkrieges war die Methode Auspressen und Abschieben der Juden ausgereizt und Hagens Abteilung II/112 hatte sich erledigt.

## Gründung des Reichssicherheitshauptamtes (RSHA)
Am 27. September 1939 wurden SD, Gestapo und Kriminalpolizei unter dem Dach des Reichssicherheitshauptamtes (RSHA) zusammengelegt. Die bisherige faktische Straflosigkeit der Verbrechen der SS sollte die Weihen staatlicher Ordnungspolizei erhalten, und die deutsche Polizei wurde von jetzt an noch aktiver in die Nazi-Verbrechen eingebunden, eine Verschmelzung, die im Fall Hagen nie mehr gelöst wurde. Hagen avancierte in das RSHA-Amt VI (Auslandsnachrichtendienst) und hatte dort die Leitung der Dienststelle VI H 2 (Judenfragen und Antisemitismus). Hagens Nachfolger als SD-Judensachbearbeiter wurde Karl Döscher aus Kiel (1970, Hauptkommissar Verkehrspolizeistaffel Göttingen). Hagen leitete auch das Türkeireferat (VI D 5), dieses wurde zum 20. Mai 1940 aufgelöst und die Türkei dem Referat VI D 4 zugeschlagen.

## Aufenthalt in Frankreich
Der gut französisch sprechende, ausgebildete Journalist Hagen kam zunächst nach Paris zu einer Einheit von Helmut Knochen. Am 1. August 1940 wurde Hagen zum Leiter einer der elf in Frankreich eingerichteten Außendienststellen des Beauftragten des Chefs der Sicherheitspolizei und des SD in Bordeaux bestellt. Sein Zuständigkeitsbereich war die Atlantikküste mit Hinterland zwischen Hendaye und der Loire. Hagen richtete sich auf der Yacht des Königs von Belgien ein, die er im Hafen von Bordeaux verlassen vorfand. 1941 wurde die Bretagne seinem Gebiet zugeschlagen, wo nun ebenfalls Außenstellen der SIPO und des SD entstanden. Hagen organisierte die Razzien in Bordeaux, um Juden in den Tod zu deportieren. Den von Hagen organisierten Razzien entkamen nur wenige Menschen. Hagen arbeitete wieder mit Eichmann zusammen, dieser war mittlerweile Leiter des Eichmannreferats.

### Oktober 1941: Erschießung von Geiseln im Lager Souge
Bei der Erschießung von 50 Geiseln am 24. Oktober 1941 im Lager Souge im Département Gironde stellte er die Todesliste zusammen. Im Dezember 1941 schlug Hagen die Errichtung eines Konzentrationslagers für die Juden der Region Mérignac vor. Am 5. Mai 1942 wurde Hagen in Paris persönlicher Referent von SS- und Polizeiführer Carl Oberg. Organisatorisch war Hagen im RSHA tätig, Amt VI E (Erkundung weltanschaulicher Gegner im Ausland mit sechs Referaten), unter der Leitung von SS-Obersturmbannführer Helmut Knochen, ab Juni 1942 SS-Obersturmbannführer Walter Hammer. Hagen organisierte Razzien in Paris, um Juden in den Tod zu deportieren. Der Generalsekretär der Vichy-Regierung bei den deutschen Behörden in Paris, Fernand de Brinon, schrieb in seinen Erinnerungen,  Hagen habe – gegenüber Oberg – den Vorzug gehabt, sich in der französischen Sprache ausdrücken zu können, jedoch den bedauernswerten Nachteil, die Franzosen zu verabscheuen und seine Vorurteile zu nähren. Hagen führte französische Beamte und hatte die informelle Position eines mächtigen Generalstabschefs bei Oberg. Sowohl bei der Bekämpfung des politischen Widerstandes als auch bei der Deportation von Arbeitskräften und Juden aus Frankreich bevorzugte Hagen eine Politik der Kollaboration mit der französischen Polizei und dem Vichy-Regime.

### Aktivitäten zur Vernichtung der Juden in Frankreich

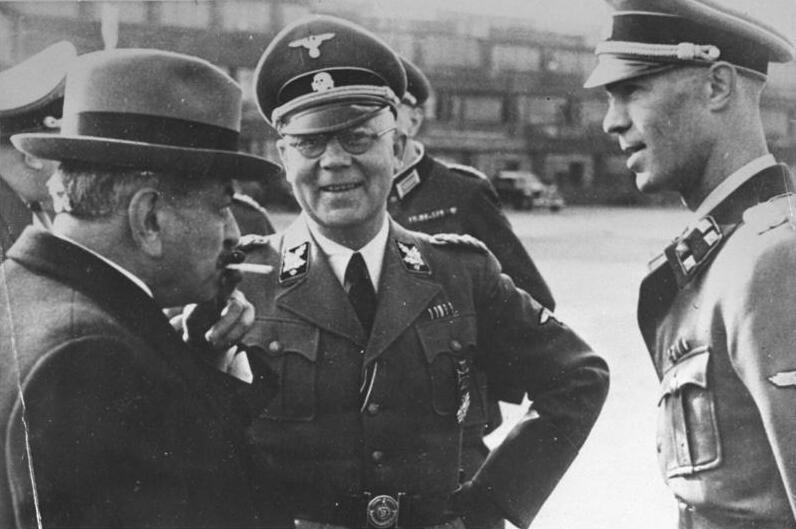
Hauptquartier der deutschen Nationalsozialisten in Paris am 1. Mai 1943. Der französische Ministerpräsident Pierre Laval (links) im Gespräch mit dem obersten Chef der SS in Frankreich, SS-Gruppenführer Carl Oberg (Mitte) und dem SS-Sturmbannführer Herbert Martin Hagen (rechts).

Am 2. Juli 1942 war Hagen Teilnehmer einer Besprechung zwischen der Leitung der SS, der Wehrmacht in Frankreich und dem Generalsekretär der französischen Polizei, René Bousquet, bei der sich Bousquet bereit erklärte, 40.000 in Frankreich lebende ausländische Juden festzunehmen und der deutschen Besatzungsmacht zur Deportation zu übergeben.
Hagen war bekannt, was mit den durch sein Betreiben deportierten Juden geschah, deshalb vereinbarte er mit Ministerpräsident Pierre Laval eine Sprachregelung, was zu antworten sei, wenn er gefragt werde, was mit den an die deutschen Besatzungsbehörden übergebenen Juden geschähe. Hagen: „Es wurde vereinbart, dass Präsident Laval zukünftig auf derartige Anfragen mitteilt, dass die aus dem unbesetzten Gebiet an die Besatzungsbehörde übergebenen Juden zum Arbeitseinsatz in das Generalgouvernement abtransportiert werden“. 1942 und 1943 führte Hagen im Auftrag Obergs wiederholt Verhandlungen mit Bousquet in Judenangelegenheiten. Im November 1942 drängte Hagen, mit Verweis auf Hitler, der zuvor öffentlich die „Ausrottung des Judentums in Europa“ gefordert hatte, Bousquet zu einer „sofortigen Lösung der Judenfrage“ in Frankreich.
Im August 1943 forderte Hagen, den Juden die französische Staatsbürgerschaft abzuerkennen, um sie aus dem Gebiet des Vichy-Regimes deportieren zu können. Über diesen Wunsch gab es eine Auseinandersetzung mit Ministerpräsident Laval. SS-Brigadeführer Oberg zeigte sich verwundert, dass die französische Regierung „ihre sentimentale Anschauung in der jüdischen Frage“ noch nicht aufgegeben habe, und erklärte später einem Diplomaten, dass die Meinungsdifferenzen zu „bedauernswertesten Ergebnissen“ geführt hätten. Durch diesen „Fehler“ sei es nicht gelungen, die „jüdische Frage in Frankreich zu lösen“.

## Besondere Aufgaben in Kärnten
Im September 1944 wurde Hagen zum Höheren SS- und Polizeiführer Alpenland, Erwin Rösener, nach Kärnten versetzt, wo er die Führung des Einsatzkommandos z. b. V. Einsatzgruppe Iltis Sonderaktion 1005 zur Bekämpfung jugoslawischer Partisanen übernahm. Gegen Ende der Kampfhandlungen war er im Verbindungsstab der Heeresgruppe Süd.

## Nach Kriegsende
Am 13. Mai 1945 kam Hagen in Klagenfurt in britische Kriegsgefangenschaft, die er zunächst in verschiedenen Lagern in Italien, dann ab Mai 1946 in den britischen Internierungslagern Truppenübungsplatz Munster und Sandbostel südlich von Hamburg verbrachte. Im November 1946 wurde er von der britischen Armee an die Mission militaire de coopération in Bad Wildbad in der Französischen Besatzungszone "ausgeliehen" und ein Jahr später nach Sandbostel zurücküberstellt. In den Vernehmungen beim Öffentlichen Ankläger beim Spruchgericht Stade räumte Hagen seine Beschäftigung beim SD ein, er sei beim RSHA im Referat „Vorderer Orient“ des Amtes VI beschäftigt gewesen. Hagen wurde am 18. März 1955 durch ein Militärgericht in Paris in Abwesenheit zu lebenslanger Zwangsarbeit verurteilt. Das Gericht hatte ihn für schuldig befunden, maßgeblich an der Deportation der Juden aus Frankreich beteiligt gewesen zu sein. Durch den Überleitungsvertrag wurde auch Hagen faktisch amnestiert. Hagen unternahm Reisen nach Frankreich. Der Suchdienst des Deutschen Roten Kreuzes (DRK) hatte in ähnlichen Fällen im Auftrag der Bundesregierung die Adressen von Naziverbrechern ermittelt, und in allen Teilen der BRD warnten Vertrauensleute aus den DRK-Kreisverbänden mündlich – gegen Quittung – die Frankreich-Belasteten vor Reisen nach Frankreich, wo ihnen Haftstrafen drohten. Hagen war in der Nachkriegszeit zeitweise bei der Reparations, Deliveries and Restitution Division der Britischen Rheinarmee beschäftigt. 1964 leitete er die IND-APP Industrieapparatebau GmbH in Anröchte.

## Anklage, Haftstrafe und Freilassung in Deutschland
Im Juli 1978 erhob die Staatsanwaltschaft beim Landgericht Köln Anklage gegen Hagen, Kurt Lischka und Ernst Heinrichsohn. Nach 15 Monaten Verhandlungsdauer verkündete die 15. Große Strafkammer des Kölner Landgerichts am 11. Februar 1980 das Urteil. Wegen Beihilfe zum Mord an 73.000 Menschen wurde Hagen unter Anrechnung der Internierungshaft zu einer Freiheitsstrafe von 12 Jahren verurteilt. Nach Auffassung des Gerichts sei Hagen nicht nur über das Programm der „Endlösung“ informiert gewesen, sondern habe selbst im Zentrum der Judenpolitik des Dritten Reiches gestanden. Von den drei Angeklagten habe Hagen – aus niedrigen Beweggründen handelnd – die längste Zeit an den Deportationsmaßnahmen aus Frankreich mitgewirkt. Für das Kölner Landgericht stand außer Zweifel, dass Hagen „einverständlich“ an den Deportationsmaßnahmen mitgewirkt habe, „weil er sich den antijüdischen Rassenhaß der NS-Führung zu eigen gemacht hatte und ihn teilte. Überdies war er bestrebt, die ihm innerhalb dieser Maßnahmen zugeteilte Rolle […] nach besten Kräften auszufüllen. Aus diesen Gründen nahm er die Tötung zumindest eines Teils der jüdischen Menschen billigend in Kauf. In der Zeit, in der er als persönlicher Referent des HSSPF der Sachbearbeiter der ‚Judenfragen‘ dieser Dienststelle war, gingen 70 Transporte mit 70.790 jüdischen Menschen in die Konzentrationslager im Osten, von denen mindestens 35.000 in den Gaskammern getötet wurden“.
Am 22. April 1985 wurde Hagen aus der Justizvollzugsanstalt Schwerte entlassen. 1997 lebte er in einem Seniorenwohnheim bei Warstein.